# 광주구천주교회유지재단
광주구천주교회유지재단은 천주교 광주대교구에 속한 모든 교회의 운영 및 선교, 교육, 의료, 사회복지, 보육, 묘지(납골시설포함), 한센병 복지, 국민 생활향상 및 문화사업을 위하여 1938년 5월 4일 설립된 문화체육관광부 소관의 재단법인이다. 사무실은 광주광역시 서구 상무대로 980 (쌍촌동)에 있다.

## 주요 사업
- 천주교회의 설치 운영 및 선교
- 성직자 양성사업
- 수도원 설치 운영
- 교육, 의료, 사회복지사업 등